# Qualea wurdackii
Qualea wurdackii är en tvåhjärtbladig växtart som beskrevs av L. Marcano Berti. Qualea wurdackii ingår i släktet Qualea och familjen Vochysiaceae. Inga underarter finns listade i Catalogue of Life.